# Adam Liszczak
Adam Liszczak (* 27. September 1981 in Stettin) ist ein polnischer Fußballspieler.
Adam Liszczak begann seine Laufbahn bei Pogoń Szczecin. Dort kam er in der Saison 2002/03 auf fünf Einsätze in der Ekstraklasa. Später spielte er für Zorza Dobrzany, MKP Kotwica Kołobrzeg sowie die zweite Mannschaft Pogońs, ehe er im Jahr 2005 zum FSV Einheit Ueckermünde in die Verbandsliga Mecklenburg-Vorpommern wechselte.